# Diga di Giz Galasi
La diga di Giz Galasi (in azero Qız Qalası SES; in persiano سد قیز قلعه‌سی‎) è una diga in terrapieno posta sul fiume Aras, a cavallo del confine tra Azerbaigian e Iran. Si trova nello shahrestān di Khoda Afarin in Iran e nel distretto di Cəbrayıl in Azerbaigian.
Costruita sia per generare elettricità che per irrigare le pianure della regione attraverso il bacino idrico di Giz Galasi, è il terzo progetto realizzato in collaborazione tra Azerbaigian e Iran sul fiume Aras. Il terrapieno della diga è lungo 834 metri e si trova 12 km a valle dei ponti di Khodaafarin.

## Storia
Nel febbraio 2016 i governi dell'Azerbaigian e dell'Iran firmarono un accordo di cooperazione nel campo della costruzione, gestione e utilizzo delle risorse energetiche e idriche dei bacini idrici di Khodaafarin e Giz Galasi.
Il 19 maggio 2024, il presidente dell'Azerbaigian Ilham Aliyev e il presidente dell'Iran Ebrahim Raisi inaugurarono il complesso idroelettrico. Più tardi quello stesso giorno, al ritorno della cerimonia d'inaugurazione, Raisi rimase ucciso in un incidente in elicottero mentre si dirigeva a Teheran. Nell'incidente perirono anche il ministro degli Esteri iraniano Hossein Amir-Abdollahian e altri sei tra passeggeri e membri dell'equipaggio.